# 鲁昂斯
鲁昂斯（法語：Rouans，法語發音：[ʁwɑ̃s] ⓘ）是法国大西洋卢瓦尔省的一个市镇，属于南特区。

## 地理
鲁昂斯（47°11'7"N, 1°51'35"W）面积37.73 平方千米，位于法国卢瓦尔河地区大区大西洋卢瓦尔省，该省份为法国西北部沿海省份，位于布列塔尼半岛东南部，北起伊勒-维莱讷省，西北接莫尔比昂省，西临大西洋，南至旺代省，东临曼恩-卢瓦尔省。
与鲁昂斯接壤的市镇（或旧市镇、城区）包括：雷地区谢、勒佩勒兰、圣佩尔港、圣伊莱尔德沙莱翁、维镇、雷地区绍姆。

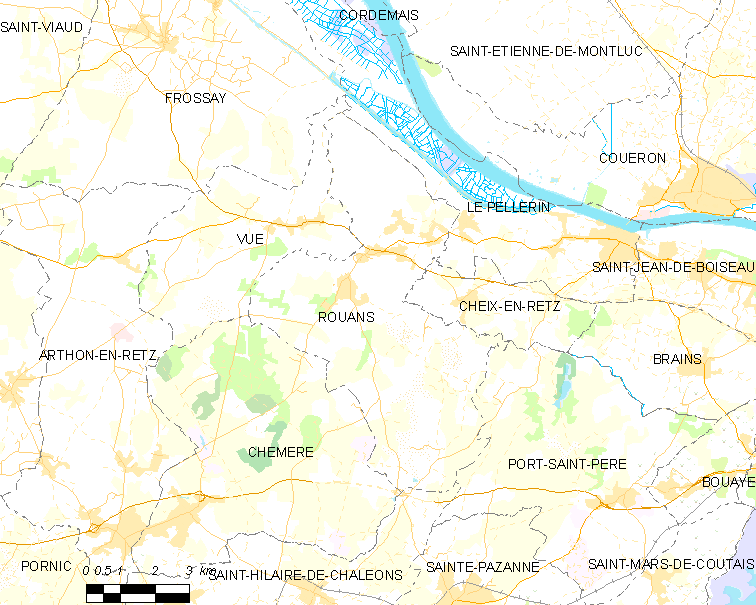
鲁昂斯的OSM定位图

鲁昂斯的时区为UTC+01:00、UTC+02:00（夏令时）。

## 行政
鲁昂斯的邮政编码为44640，INSEE市镇编码为44145。

## 政治
鲁昂斯所属的省级选区为马什库勒-圣梅姆县。

## 人口

1962-2008年间鲁昂斯人口变化图示

鲁昂斯于2022年1月1日时的人口数量为3272人。